# Nagyváltósúly
Nagyváltósúly (bizonyos profi szervezeteknél kisközépsúly) súlycsoport az ökölvívásban.

## Amatőr ökölvívás
Az amatőr ökölvívásban a 67 kg feletti ökölvívók számára az addigi 3 kategória (középsúly, félnehézsúly, nehézsúly) helyett 4-et hoztak létre. A három nagyobb megtartotta nevét, a legkisebb (67- 71kg) súlycsoportot hívták nagyváltósúlynak. A 2004. évi nyári olimpiai játékokon már nem szerepelt.
| 1904                                   | 1908                                   | 1920–1936                                | 1948                    | 1952–1964                              | 1968–1980                              | 1984–2000                             | 2004–2008              |
| -------------------------------------- | -------------------------------------- | ---------------------------------------- | ----------------------- | -------------------------------------- | -------------------------------------- | ------------------------------------- | ---------------------- |
| Nehézsúly +158 font (+71.7 kg)         | Nehézsúly +158 font (+71.7 kg)         | Nehézsúly +175 font (+79.4 kg)           | Nehézsúly +80 kg        | Nehézsúly +81 kg                       | Nehézsúly +81 kg                       | Szupernehézsúly +91 kg                | Szupernehézsúly +91 kg |
| Nehézsúly +158 font (+71.7 kg)         | Nehézsúly +158 font (+71.7 kg)         | Nehézsúly +175 font (+79.4 kg)           | Nehézsúly +80 kg        | Nehézsúly +81 kg                       | Nehézsúly +81 kg                       | Nehézsúly 81-91 kg                    |                        |
| Nehézsúly +158 font (+71.7 kg)         | Nehézsúly +158 font (+71.7 kg)         | Nehézsúly +175 font (+79.4 kg)           | Nehézsúly +80 kg        | Félnehézsúly 75-81 kg                  |                                        |                                       |                        |
| Nehézsúly +158 font (+71.7 kg)         | Nehézsúly +158 font (+71.7 kg)         | Nehézsúly +175 font (+79.4 kg)           | Félnehézsúly 73-80 kg   |                                        |                                        |                                       |                        |
| Nehézsúly +158 font (+71.7 kg)         | Nehézsúly +158 font (+71.7 kg)         | Félnehézsúly 160-175 font (72.6-79.4 kg) |                         |                                        |                                        |                                       |                        |
| Nehézsúly +158 font (+71.7 kg)         | Nehézsúly +158 font (+71.7 kg)         | Középsúly 71-75 kg                       | Középsúly 71-75 kg      | Középsúly 71-75 kg                     | Középsúly 69-75 kg                     |                                       |                        |
| Nehézsúly +158 font (+71.7 kg)         | Nehézsúly +158 font (+71.7 kg)         | Középsúly 71-75 kg                       | Középsúly 71-75 kg      | Középsúly 71-75 kg                     | Középsúly 69-75 kg                     | Középsúly 67-73 kg                    |                        |
| Nehézsúly +158 font (+71.7 kg)         | Nehézsúly +158 font (+71.7 kg)         | Középsúly 71-75 kg                       | Középsúly 71-75 kg      | Középsúly 71-75 kg                     | Középsúly 69-75 kg                     | Középsúly 147-160 font (66.7-72.6 kg) |                        |
| Középsúly 145-158 font (65.8-71.7 kg)  | Középsúly 140-158 font (63.5-71.7 kg)  | Középsúly 71-75 kg                       | Középsúly 71-75 kg      | Középsúly 71-75 kg                     | Középsúly 69-75 kg                     |                                       |                        |
| Középsúly 145-158 font (65.8-71.7 kg)  | Középsúly 140-158 font (63.5-71.7 kg)  | Nagyváltósúly 67-71 kg                   |                         |                                        | Középsúly 69-75 kg                     |                                       |                        |
| Középsúly 145-158 font (65.8-71.7 kg)  | Középsúly 140-158 font (63.5-71.7 kg)  | Váltósúly 64-69 kg                       |                         |                                        |                                        |                                       |                        |
| Középsúly 145-158 font (65.8-71.7 kg)  | Középsúly 140-158 font (63.5-71.7 kg)  | Váltósúly 62-67 kg                       | Váltósúly 63.5-67 kg    | Váltósúly 63.5-67 kg                   | Váltósúly 63.5-67 kg                   |                                       |                        |
| Középsúly 145-158 font (65.8-71.7 kg)  | Középsúly 140-158 font (63.5-71.7 kg)  | Váltósúly 62-67 kg                       | Váltósúly 63.5-67 kg    | Váltósúly 63.5-67 kg                   | Váltósúly 63.5-67 kg                   | Váltósúly 135-147 font (61.2-66.7 kg) |                        |
| Váltósúly 135-145 font (61.2-65.8 kg)  | Középsúly 140-158 font (63.5-71.7 kg)  | Váltósúly 62-67 kg                       | Váltósúly 63.5-67 kg    | Váltósúly 63.5-67 kg                   | Váltósúly 63.5-67 kg                   |                                       |                        |
| Kisváltósúly 60-64 kg                  | Középsúly 140-158 font (63.5-71.7 kg)  | Váltósúly 62-67 kg                       | Váltósúly 63.5-67 kg    | Váltósúly 63.5-67 kg                   | Váltósúly 63.5-67 kg                   |                                       |                        |
| Könnyűsúly 126-140 font (57.2-63.5 kg) | Kisváltósúly 60-63.5 kg                | Kisváltósúly 60-63.5 kg                  | Kisváltósúly 60-63.5 kg |                                        |                                        |                                       |                        |
| Könnyűsúly 126-140 font (57.2-63.5 kg) | Kisváltósúly 60-63.5 kg                | Kisváltósúly 60-63.5 kg                  | Kisváltósúly 60-63.5 kg | Könnyűsúly 58-62 kg                    |                                        |                                       |                        |
| Könnyűsúly 126-140 font (57.2-63.5 kg) | Kisváltósúly 60-63.5 kg                | Kisváltósúly 60-63.5 kg                  | Kisváltósúly 60-63.5 kg | Könnyűsúly 125-135 font (56.7-61.2 kg) | Könnyűsúly 126-135 font (57.2-61.2 kg) |                                       |                        |
| Könnyűsúly 126-140 font (57.2-63.5 kg) | Könnyűsúly 57-60 kg                    |                                          |                         | Könnyűsúly 125-135 font (56.7-61.2 kg) | Könnyűsúly 126-135 font (57.2-61.2 kg) |                                       |                        |
| Könnyűsúly 126-140 font (57.2-63.5 kg) | Pehelysúly 54-58 kg                    |                                          |                         | Könnyűsúly 125-135 font (56.7-61.2 kg) | Könnyűsúly 126-135 font (57.2-61.2 kg) |                                       |                        |
| Pehelysúly 116-126 font (52.6-57.2 kg) | Pehelysúly 118-126 font (53.5-57.2 kg) |                                          |                         | Könnyűsúly 125-135 font (56.7-61.2 kg) |                                        |                                       |                        |
| Pehelysúly 116-126 font (52.6-57.2 kg) | Pehelysúly 118-126 font (53.5-57.2 kg) | Pehelysúly 54-57 kg                      |                         | Könnyűsúly 125-135 font (56.7-61.2 kg) |                                        |                                       |                        |
| Pehelysúly 116-126 font (52.6-57.2 kg) | Pehelysúly 118-126 font (53.5-57.2 kg) | Pehelysúly 115-125 font (52.2-56.7 kg)   |                         |                                        |                                        |                                       |                        |
| Pehelysúly 116-126 font (52.6-57.2 kg) | Pehelysúly 118-126 font (53.5-57.2 kg) | Harmatsúly 51-54 kg                      |                         |                                        |                                        |                                       |                        |
| Pehelysúly 116-126 font (52.6-57.2 kg) | Harmatsúly 112-118 (50.8-53.5 kg)      |                                          |                         |                                        |                                        |                                       |                        |
| Harmatsúly -116 font (-52.6 kg)        |                                        |                                          |                         |                                        |                                        |                                       |                        |
| Harmatsúly 105-115 font (47.6-52.2 kg) |                                        |                                          |                         |                                        |                                        |                                       |                        |
| Légsúly -51 kg                         | Légsúly -51 kg                         | Légsúly 48-51 kg                         | Légsúly 48-51 kg        | Légsúly 48-51 kg                       |                                        |                                       |                        |
| Légsúly -51 kg                         | Légsúly -51 kg                         | Légsúly 48-51 kg                         | Légsúly 48-51 kg        | Légsúly 48-51 kg                       | Légsúly -112 font (-50.8 kg)           |                                       |                        |
| Légsúly -51 kg                         | Légsúly -51 kg                         | Kislégsúly -48 kg                        |                         |                                        |                                        |                                       |                        |
| Légsúly -51 kg                         | Légsúly -51 kg                         | Légsúly -105 font (-47.6 kg)             |                         |                                        |                                        |                                       |                        |
| 7                                      | 5                                      | 8                                        | 8                       | 10                                     | 11                                     | 12                                    | 11                     |

### A nagyváltósúly olimpiai bajnokai
- 1952 –  Papp László (Magyarország)
- 1956 –  Papp László (Magyarország)
- 1960 –  Wilbert James McClure (Amerikai Egyesült Államok)
- 1964 –  Boris Lagutin (Szovjetunió)
- 1968 –  Boris Lagutin (Szovjetunió)
- 1972 –  Dieter Kottysch (Németország)
- 1976 –  Jerzy Rybicki (Lengyelország)
- 1980 –  Armando Martínez (Kuba)
- 1984 –  Frank Tate (Amerikai Egyesült Államok)
- 1988 –  Park Si-Hun (Dél-Korea)
- 1992 –  Juan Carlos Lemus (Kuba)
- 1996 –  David Reid (Amerikai Egyesült Államok)
- 2000 –  Jermahan Ibraimov (Kazahsztán)

### Nagyváltósúlyú amatőr világbajnokok
- 1974 –  Rolando Garbey (Kuba)
- 1978 –  Viktor Savchenko (Szovjetunió)
- 1982 –  Aleksandr Koshkin (Szovjetunió)
- 1986 –  Ángel Espinosa (Kuba)
- 1989 –  Israel Akopkochyan (Szovjetunió)
- 1991 –  Juan Carlos Lemus (Kuba)
- 1993 –  Vastag Ferenc (Románia)
- 1995 –  Vastag Ferenc (Románia)
- 1997 –  Alfredo Duvergel (Kuba)
- 1999 –  Marian Simion (Románia)
- 2001 –  Damián Austín (Kuba)

## Profi ökölvívás
A profi ökölvívásban a nagyváltósúly felső határa 11 stone azaz 154 font (69.9 kg)

### A nagy világszervezetek nagyváltósúlyú világbajnokai
| WBA                                 | WBC                        | IBF                            | WBO                        |
| Brian Carlos Castano 15-0-1 (11 KO) | Tony Harrison 28-2 (21 KO) | Julian Williams 27-1-1 (16 KO) | Jaime Munguia 33-0 (26 KO) |
| Szuperbajnok                        |                            |                                |                            |
| Julian Williams 27-1-1 (16 KO)      |                            |                                |                            |